# Réguiny
Réguiny è un comune francese di 1 811 abitanti situato nel dipartimento del Morbihan nella regione della Bretagna.

## Società

### Evoluzione demografica
Abitanti censiti